# 真珠院 (文京区)
真珠院（しんじゅいん）は、東京都文京区にある浄土宗の寺院。

## 歴史
1647年（正保4年）、松本藩藩主水野忠清の開基である。元々は伝通院塔頭という位置づけであったが、明治になり伝通院から独立した寺院となった。
1923年（大正12年）の関東大震災では、ほとんど被害が無かったが、1945年（昭和20年）の東京大空襲では、全焼した。

## 寺宝等
- 阿弥陀如来像（本尊）
- 釈迦如来坐像
- 観音菩薩坐像
- 法然上人絵伝
- 増上寺黒本尊縁起

## 墓所
- 水野忠清（開基、譜代大名）
- 佐治竹暉（彰考館総裁）
- 鈴木茂三郎（政治家、日本社会党中央執行委員長）
- 学術解剖献遺体諸霊墓（東京歯科大学）

## 交通アクセス
- 後楽園駅8番出口より徒歩11分（経路案内）。